# Djurgårdens IF Brottning
Djurgårdens IF Brottning är den svenska idrottsföreningen Djurgårdens IF:s brottningssektion, med verksamhet för bland annat ungdomar 7-16 år, föreningen är belägen i Stockholm.
Bland kända brottare i föreningen märks till exempel Frank Andersson.

## SM-Guld
Djurgårdens IF Brottning har erövrat 52 svenska mästerskap fördelade enligt följande viktklasser
- Lätt flugvikt, grek romersk: 1
  - 1969
- Bantam: 6
  - 1922, 1926, 1955, 1956, 1960, 1961
- Fjäder, grek-rom: 8
  - 1917, 1918, 1920, 1921, 1922, 1923, 1932, 1937
- Lättvikt, grek-rom: 9
  - 1911, 1912, 1913, 1916, 1919, 1931, 1933, 1934, 1966
- Welter, grek-rom: 2
  - 1960, 1961
- Lätt tungvikt, grek-rom: 1
  - 1932
- Tungvikt, grek-rom: 3
  - 1916, 1917, 1931
- Bantam, fri stil: 13
  - 1940, 1941, 1952, 1954, 1955, 1956, 1957, 1958, 1959, 1960, 1961, 1963, 1964
- Welter, fri stil: 1
  - 1959
- Lätt tungvikt, fri stil: 1
  - 1930
- Tungvikt, fri stil: 5
  - 1933, 1935, 1936, 1937, 1963
- Lag, fri stil: 2
  - 1961, 1965